# Aaro Davidila
Aaro Eino Matias Davidila (* 12. März 2000 in Rovaniemi) ist ein finnischer Leichtathlet, der sich auf den Dreisprung spezialisiert hat.

## Sportliche Laufbahn
Erste internationale Erfahrungen sammelte Aaro Davidila im Jahr 2019, als er bei den U20-Europameisterschaften in Borås mit einer Weite von 15,06 m in der Qualifikationsrunde im Dreisprung ausschied. 2023 belegte er bei der 1. Liga der Team-Europameisterschaft im Rahmen der Europaspiele in Chorzów mit 16,04 m den siebten Platz, ehe er bei den Weltmeisterschaften in Budapest mit 15,81 m den Finaleinzug verpasste. Im Jahr darauf schied er bei den Europameisterschaften in Rom mit 15,85 m in der Vorrunde aus. 2025 wurde er bei der 1. Liga der Team-Europameisterschaft in Madrid mit 15,90 m Achter, ehe er bei den World University Games in Bochum im Finale keinen gültigen Versuch zustande brachte.
2023 wurde Davidila finnischer Meister im Dreisprung im Freien sowie 2024 und 2025 in der Halle.